# Insensato coração
 (срп. Непромишљено срце) бразилска је теленовела, продукцијске куће Реде Глобо, снимана 2011.

## Синопсис
Прича о ирационалним поступцима и последицама које мењају животе многих.
Педро је предусретљив пилот који је верен, али се заљубљује у Марину. Њих двоје се упознају током отмице авиона којим су летели. Заједно су савладали отмичара, али не и своја осећања. Из захвалности, Марина импулсивно пољуби Педра и од њихове емиције немогуће је контролисати. Оно што њих двоје не знају, јесте да је Марина другарица Педрове девојке, Лусијане. Збуњен својим осећањима, Педро отказује своје венчање, а како би испоштовао Лусијану, одлучује да се на неко време удаљи од Марине. Након тога услеђује низ непредвидивих догађаја. Педро бива осуђен и приморан да одговара за злочин који није починио, након чега Марина одлучује да потисне осећања која гаји према њему.
За разлику од Педра, његов брат, Лео, амбициозан је и бескрупулозан. Љубомора коју осећа према брату узрокује низ непромишљених одлука и почињава крађе, преваре и киднаповања. Да ствар буде гора, њихова мајка, Ванда, одувек је заштитнички наклоњена Леу, због чега и сама доноси непромишљене одлуке.
Педро потцењује интелигенцију и лукавост свога брата. Немилосрдни Лео не само да успева да заведе Марину, већ успешно вара и Норму, наивну болничарку која га заиста воли, а коју он користи само како би опљачкао њеног шефа. По окончању служења казне за злочин који није починила, Норма је вођена великом жељом да се освети Леу.
Због Леових непромишљених поступака Педро захтева правду, и двојица браће који су се некада искрено волели сада постају велики ривали.

## Ликови
- Раул Брандао (Антонио Фагундес) – Добар човек који је безусловно посвећен својој породици. Рођен и одгојен у Санта Катарини, заједно са супругом и децом преселио се у Флоријанополис, где се уз много труда и посвећености остварио као успешан бизнисмен у пољу маркетинга. Нежан и етички настројен према својој деци, од најстаријег сина, Леа, захтева одговорност, инсистирајући на томе да се води примером његовог млађег сина, Педра. Разводи се од Ванде и проналази љубав крај Карол, са којом формира нову породицу.
- Ванда Аленкар Брандао (Наталија до Ваље) – Раулова дугогодишња супруга, Леова и Педрова мајка. Пореклом је из ниже класе Флоријанополиског предграђа, постаје богата удајом за Раула. Одувек је била и остала лепа, интересантна и заводљива, али брак временом постаје тежак и узалудан. Искрено воли своје синове, а посебно је попустива према Леу. Након све учесталијих неслагања са својим супругом, одлучује да се препусти осећањима која почиње да гаји према свом деверу, Умберту, лошем човеку, а када Раул за то сазна ставља тачку на њихов брак.
- Педро Аленкар Брандао (Ериберто Леао) – Искрен и скроман, Педро је човек отвореног срца. Син који се савршено слаже са својим оцем, забринут и нежан према својој мајци, али и онај који увек када је потребно први стаје у одбрану свога брата Леа. Не примећује скривену завист и љубомору коју његов брат осећа према њему. Одличан је пилот, али губи лиценцу након несреће у којој страда његова девојка Лусијана. Заљубљује се у Марину и бива приморан да се суочи са мноштвом препрека пре но што се уједини са њом. Под сталном је опсадом своје рођаке Ирене, која је њиме опчињена и осмишља план којим би га везала за себе.
- Лео Аленкар Брандао (Габријел Брага Нунес) – Жељан бољег живота. Сматра да је новац кључна ствар коју треба како би осигурао поштовање и љубав свог оца, због чега настају бројне потешкоће у њиховим односима. Међутим, није спреман да за све што жели пружи велики напор, због чега тражи једноставније начине, па макар они били и погрешни. Без обзира на љубомору коју осећа према брату, добро се слажу. Има безусловну подршку своје мајке, а у многим ситуацијама подржава га и пријатељ Зека. Уништава животе многих који га окружују, посебно Нормин.
- Лусијана Аленкар (Фернанда Машадо) – Педрова вереница, заједно су од тинејџерских дана. Еунисина сестра и Зулејкина ћерка. Њена породица је средње класе, пореклом из Санта Катарине. Њена најбоља другарица са студија је Марина. Слатка је и нежна, без јаког карактера. Постаје очајна након раскида дугогодишње везе, када сазна за постојање љубави између Педра и Марине. Покушава да поврати своју љубав, али умире у авионској несрећи.
- Ирене Брандао (Фернанда Паеш Леме) – Усвојена ћерка Флоријана и Олге. Млада и заводљива, опседнута је Педром који јој осећања не узвраћа. Након што Педру призна како је планирала да затрудни са њим, бива убијена од стране Леа.
- Виторија Друмонд (Наталија Тимберг) – Удовица, милионерка, власница компаније која поседује мрежу тржних центара. Упркос годинама, савременог је схватања, елегантна и пријатног карактера. Након смрти свога мужа, долази на чело свих његових послова. Остала је без деце, која су трагично страдала услед једне несреће. Изузетно је блиска са својим унукама Марином и Биби, и њих три чине малу породицу пуну љубави.
- Марина Друмонд (Паола Оливејра) – Виторијина унука. Након изненадне смрти својих родитеља, одгајана је од стране баке и одрасла је у одлучну, сигурну и веселу жену. Не признаје поразе. Одважна је и навикла је да добије све што пожели. Њен безусловни саветник је нежна и симпатична рођака Биби, а блиска је и са Карол, радницом њене баке. Заљубљује се у Педра, не знајући да је он вереник њене пријатељице Лусијане. У многим приликама привилегована је од стране Енрикеа.
- Норма Пиментел (Глорија Пирес) – Удовица, нема деце. Ради као медицинска сестра и Силвеирина помоћница у Флоријанополису. Наизглед једноставна и обична, поседује изузетан скривени шарм. Живи скромно, зарађује мало, али је безусловно посвећена своме послу. Обична и без амбиција. Међутим, изузетно очвршћује након што бива преварена и осуђена за злочин који није починила. Од тада свој живот у потпуности посвећује освети, а умире услед неразјашњених околности.
- Орасио Кортез (Ерсон Капри) – Банкар, специјализован за велике инвестиције. ожењен за Кларисе, Пулин и Рафин отац. Води буран живот – између новца и жена. Лукав и дискретан, негује имиџ исправног породичног човека, знајући да је фама заводника лоша за његов посао. Осумњичен је за корупцију. У емотивној вези је са заводљивом Натали. Када супруга одлучи да га пријави полицији, наручује њено убиство. Биће ухапшен, али своју моћ и утицај задржава чак и иза решетака.
- Карол (Камила Питанга) – Извршни директор маркетинга, у сталном је професионалном напретку Виторија групе. Досељена је из унутрашњости Рио де Жанеира. Независна је, динамична и одлучна, нема времена за губљење. Живи са млађом сестром, Алисе. Потиснута је и чврста, посебно због фрустрације изазване проблемима у материци, због којих не може да се оствари као мајка. Међутим, њена ендометриза се смањује и сазнаје да је трудна са Андреом, према коме је одувек гајила платонску љубав, али који није спреман да се везује. У Раулу проналази идеалног партнера за заснивање породице.
- Андре Гуржел (Лазаро Рамос) – Сензуалан и успешан, надалеко је најуспешнији дизајнер у окружењу Рио де Жанериа. Ништа мање успешан није ни на пољу завођења. Његово правило број 1 је да у односу са женама не уплиће емоције. Без обзира на то, није бесрамник, ни шовиниста: све жене једнако третира и ниједној не даје лажна обећања. Прегазиће своја правила због Карол и мења се како би био добар отац, али у другој жени, Лејли, проналази идеалног партнера.
- Натали Ламур (Дебора Секо) – Прославила се као финалисткиња једног ријалити-шоу програма, који јој је осигурао велику, али краткотрајну, славу. Атрактивна је и заводљива, али чврсти стоји на земљи. Повратак славе није једино што жели, већ и материјалну сигурност. Није нимало наивна, опседнута је новцем и не жели да поново осети сиромаштво. Јака и импулсивна, у сталној је потрази за богатим супругом. Удаје се за Кортеса, али ће паралелно да одржава и авантуру са Њагнером.
- Еунисе Аленкар Машадо (Дебора Евелин) – Потиче из породице средњег сталежа. Искрено воли своју једину сестру, Лусијану. Сања о социјалном напретку, а њени ставови мотивисани су завишћу и злобом. Удата је за Жулија и има двоје деце, Леилу и Сесилију. Живи у Флоријанополису, али би провинцијски амбијент радо заменила Рио де Жанеиром.
- Анита Брандао (Ана Лусија Торе) – Раулова тетка, живи у Флоријанополису. По навици, из задовољства, али и беса, често трачари о породици, што зна да доведе и до тешких последица. Прима оскудну наставничку пензију, па је Раул финансијски потпомаже.
- Абигаил Биби Кастелани (Марија Клара Геирос) – Виторијина унука, забавна, храбра и живахна. Увек је близу згодних мушкараца, а многе од њих привлачи својим новцем. Но, не да се лако заварати. Завршиће са Дагласом, Натлиним братом.

## Улоге
| Глумац:              | Улога:                           |
| -------------------- | -------------------------------- |
| Ериберто Леао        | Педро Аленкар Брандао            |
| Паола Оливејра       | Марина Друмонд Брандао           |
| Габријел Брага Нунес | Леонардо "Лео" Аленкар Брандао   |
| Глорија Пирес        | Норма Пиментел Амарал            |
| Дебора Секо          | Натали Ламур                     |
| Ерсон Капри          | Орасио Кортез                    |
| Лазаро Рамос         | Андре Гуржел                     |
| Камила Питанга       | Каролина "Карол" Миранда         |
| Палома Бернарди      | Алисе Миранда                    |
| Антонио Фагундес     | Раул Брандао                     |
| Наталија до Вале     | Ванда Аленкар Брандао            |
| Дебора Евелин        | Еунисе Аленкар Машадо            |
| Тијаго Мартинс       | Винисиус Роша Амарал             |
| Марсело Вале         | Жулио Машадо                     |
| Жулијано Казаре      | Исмаел Куња                      |
| Кристина Галвао      | Жандира Мескита                  |
| Ана Лусија Торе      | Анита Брандао                    |
| Наталија Тимберг     | Виторија Друмонд                 |
| Жонатас Фаро         | Рафаел Андраџе Кортез            |
| Бруна Линзмејер      | Лејла Аленкар Машадо             |
| Жована Ланселоти     | Сесилија Аленкар Машадо          |
| Марија Клара Геирос  | Абигаил "Биби" Друмонд Кастелани |
| Рикардо Тоци         | Дулас Батиста                    |
| Вера Фишер           | Катарина Диниз                   |
| Изабела Гарсија      | Дејзи Дамасено                   |
| Петронио Гонтижо     | Роберто "Бето" Фишер             |
| Фернанда Машадо      | Лусијана Аленкар                 |
| Фернанда Паеш Леме   | Ирене Брандао                    |
| Касио Габус Мендес   | Клебер Дамасено                  |
| Луизе Кардозо        | Суели Брито Абоим                |
| Таина Милер          | Паула Кортез                     |
| Родриго Андраде      | Едуардо Абоим                    |
| Маркос Дамиго        | Уго Абрантес                     |
| Леонардо Миђорим     | Рони Фрагонарџи                  |
| Вендел Бинделаки     | Франциско Мадурејра              |
| Рози Кампос          | Ајде Батиста                     |
| Бети Мендес          | Зулејка Аленкар                  |
| Жозе де Абреу        | Милтон Кастелани                 |
| Роберта Родригес     | Фабиола дос Сантос               |
| Марилија Пера        | Марилија Пера                    |